# Mojosari (Mantup)
Mojosari is een bestuurslaag in het regentschap Lamongan van de provincie Oost-Java, Indonesië. Mojosari telt 2398 inwoners (volkstelling 2010).